# Amblystomus unicolor
Amblystomus unicolor es una especie de escarabajo del género Amblystomus, categorizada en la tribu Harpalini, de la subfamilia Harpalinae. Fue descrita por Facchini en 2005.
Mide aproximadamente 3,4 mm de longitud. Se distribuye por África: República de Sudáfrica.